# 1062
1062 (MLXII) fue un año común comenzado en martes del calendario juliano.

## Acontecimientos
- Fundación de Marrakech.
- Los almorávides lanzan sus ataques contra el Imperio de Ghana.
- Dan inicio las obras de la abadía de las damas, en Caen (Normandía, Francia).

## Nacimientos
- Moshé Sefardí, luego llamado Pedro Alfonso, escritor, teólogo y astrónomo. (Huesca, Aragón, 1062 - 1140).

## Fallecimientos
- Abe no Sadato, samurái japonés (1019 - 1062).